# Terminal Rodoviário do Campo 24 de Agosto
O Terminal Rodoviário do Campo 24 de Agosto foi uma das centrais de camionagem da cidade do Porto, no Campo 24 de Agosto. Inaugurado em maio de 2017 - tendo substituído a Garagem Atlântico (localizada na Batalha), localizava-se na freguesia do Bonfim, perto do antigo centro comercial Central Shopping. 
Os autocarros que lá paravam transportavam, por ano, cerca de 1,5 milhões de passageiros. Essa zona funcional e central do espaço urbano do Porto é servida pelo Metro do Porto: Estação Campo 24 de Agosto 
O terminal foi encerrado em novembro de 2022, tendo parte das suas atividades sido substituídas pelo Terminal Intermodal de Campanhã (nomeadamente para autocarros de longo curso) e pelo Terminal Rodoviário do Parque das Camélias (para autocarros interurbanos). Para além de servir de terminal rodoviário, o Terminal Rodoviário do Campo 24 de Agosto incluía alguns estabelecimentos comerciais.